# Provincia de Oudomxay
Oudômxai (ອຸດົມໄຊ en lao) es una provincia de Laos, localizada al noroeste del país. La capital de la provincia es Muang Xay.

## Geografía

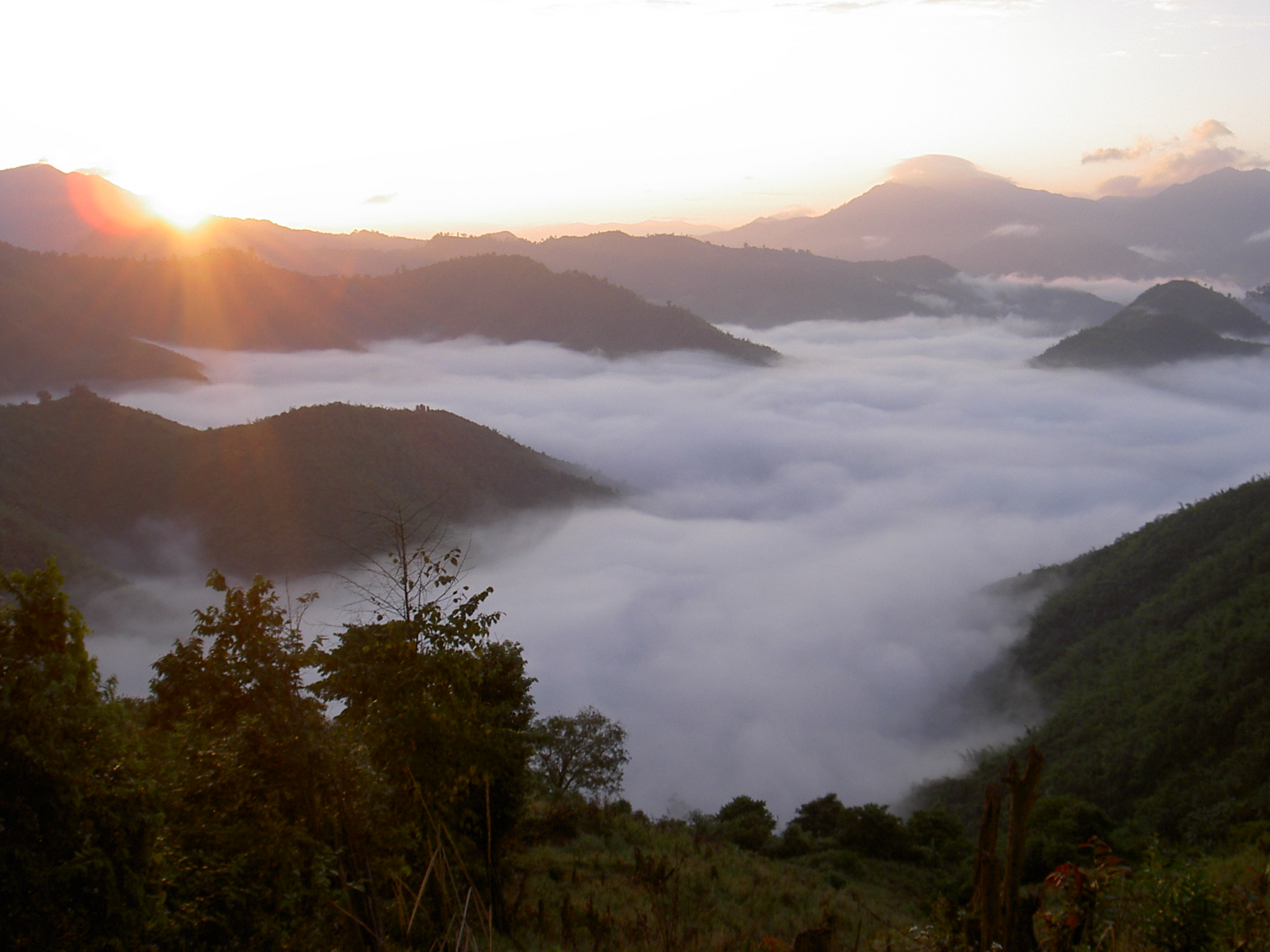
Un mar de nubes en las montañas de Pak Beng, provincia de Oudomxay

La provincia de Oudomxay limita con las siguientes provincias: Phongsali, Luang Prabang, Sayaburi, Bokeo und Louang Namtha. En el noroeste hay una frontera de aproximadamente 15 quilómetros con el distrito autónomo de Xishuangbanna de China.
Oudomxay tiene un área de 15 370 kilómetros cuadrados.

### Topografía
La topografía de Oudomxay es marcada por una superficie muy serrana. Las altitudes varían entre 300 y 1800 metros.

### Aguas
Aproximadamente 60 ríos atraviesan Oudomxay, entre ellos los más grandes Nam Phak, Nam Sae, Nam Beng, Nam Kor y Nam Nga. La capital de la provincia, Muang Xay, está pasada por el río Nam Kor.

## Historia
La provincia fue creada en 1976, cuando fue separada de la provincia de Louangphabang. Alrededor de 1987, la capital provincial fue trasladada desde Ban Nahin a Muang Xay.
Según los libros de historia locales la provincia de Oudomxay fue poblada por gente de la tribu Khom (también Khmu) ya antes del ano 700.
En 1260, la tribu Lao Ly que precedió de la región Sipsongpanna de China, se estableció en Oudomxay. Ellos fundaron un pueblo llamado Ban Luang Cheng (“pueblo grande”) en el área actual de la capital de la provincia, Muang Xay.
Hoy en día, Ban Luang Cheng es un barrio de Muang Xay, llamado solo “Ban Cheng”.
La cultura Ly, que fue marcada por el buddhismo como también por las tradiciones antiguas de los Khmu, llegó a desempenar un papel muy influyente en la provincia. Los Ly y los Khmu vivían en áreas entrecruzantes y elaboraban arrozales comunes.
Para protectarse, los dos grupos erigieron obras de reforzamiento entre los dos pueblos de Ban Na Sao y Ban Na Lai.
Los pueblos Thai, como por ejemplo los Thai Dam (también "Thai Sorr") y Thai Khao ("Thai Dong") vinieron de Muang Theng y Dien Bein Fu en Vietnam del Norte para establecerse en Oudomxay.
Gente de la tribu Hmong vinieron desde China a partir de 1828 y fundaron pueblos en la provincia.

## Demografía

### Minorías
Las cuotas exactas de las aproximadamente 14 diferentes minorías en la población de Oudomxay todavía no están ciertos. Según la administración de la provincia, se pueden suponer las siguientes valores estimados:
- Khmu (por ejemplo Khmu Lu, Khmu Khong, Khmu Am, Khmu Bit) 60–80 %
- Lao Loum 25 %
- Hmong (Hmong Khao, Hmong Dam und Hmong lai) 15 %

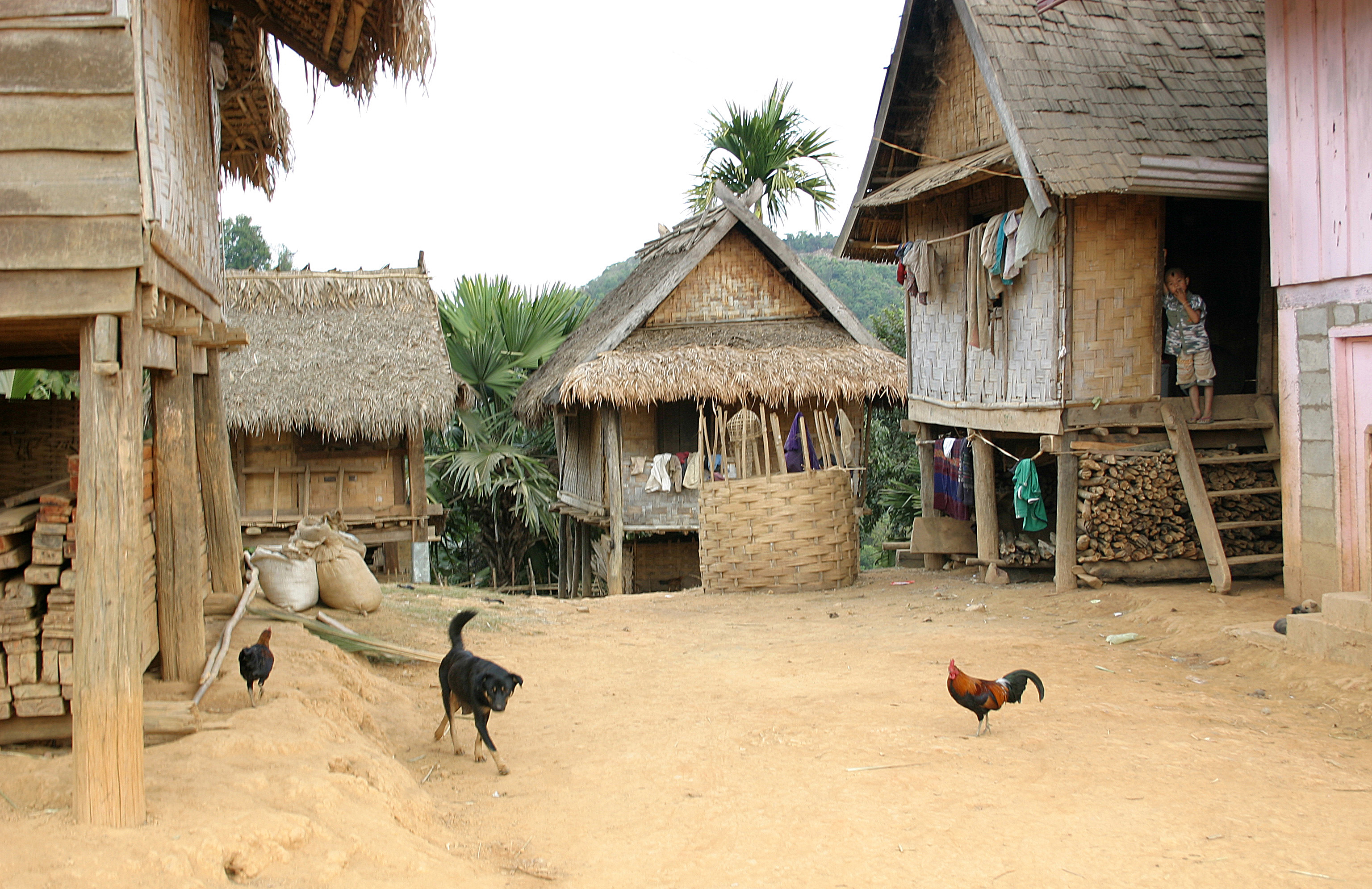
Khmu village Ban Ka Chait
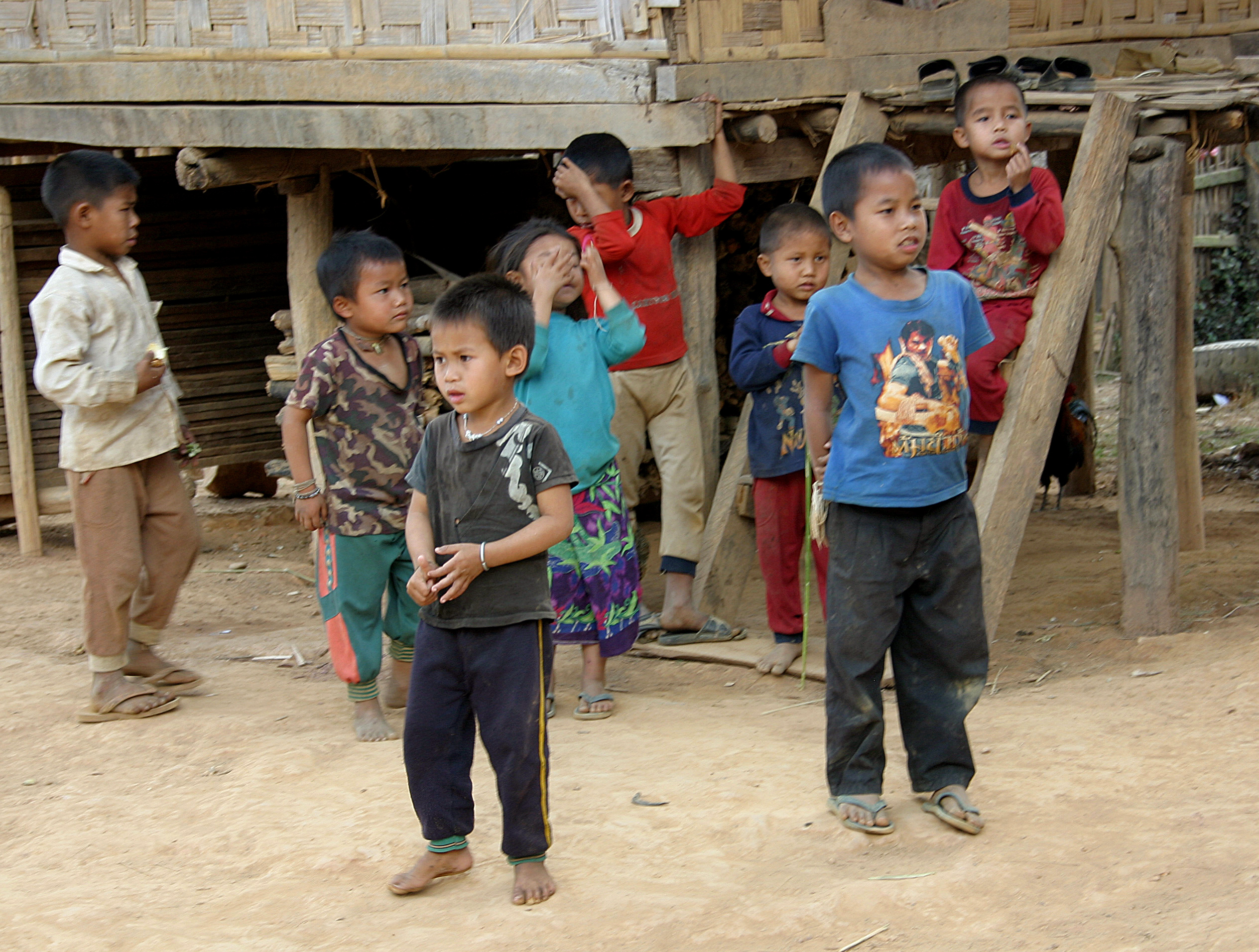
Khmu village Ban Ka Chait
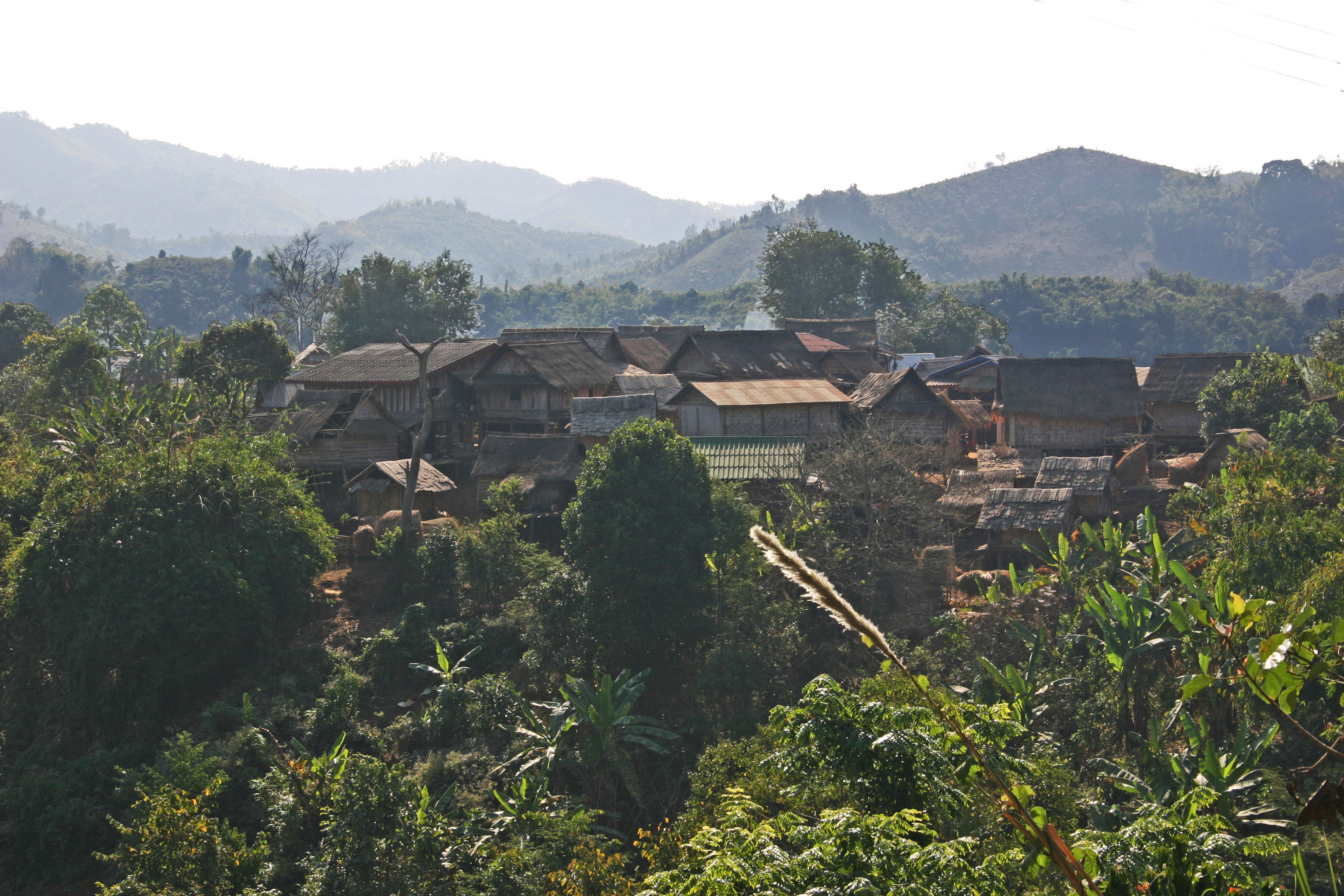
Khmu village Ban Keuocheb
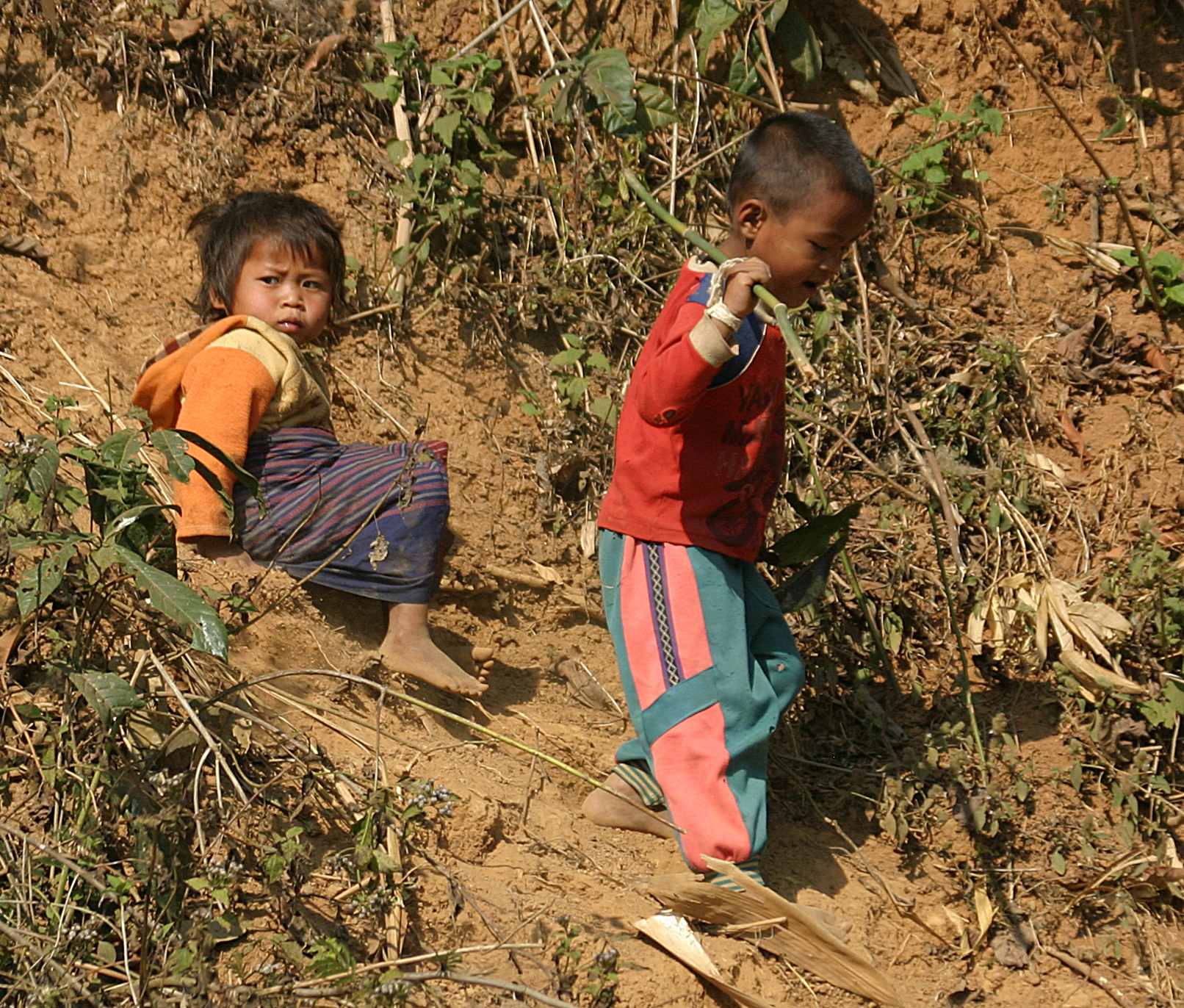
Khmu village Ban Keuocheb
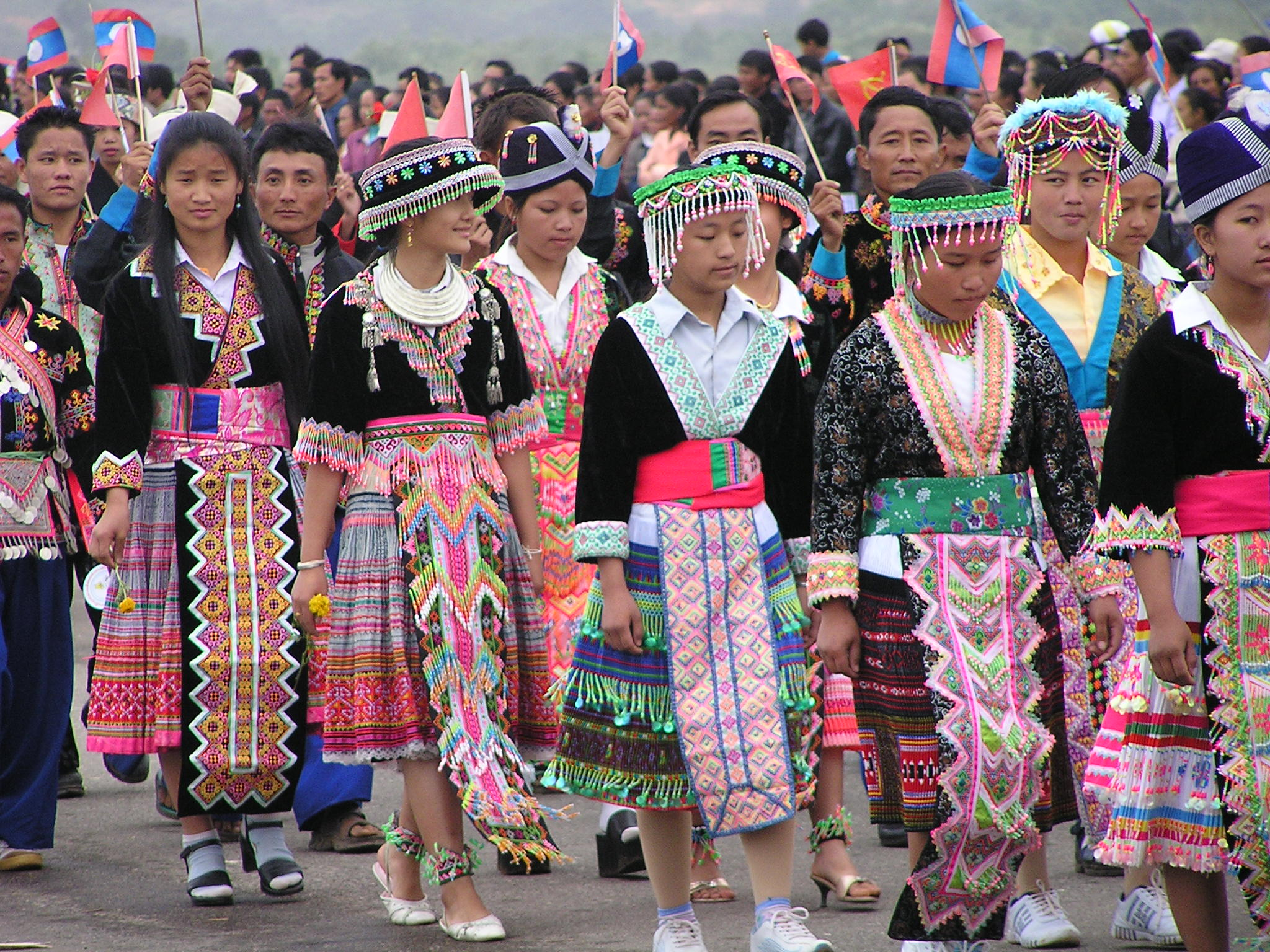
Hmongs in Oudomxay
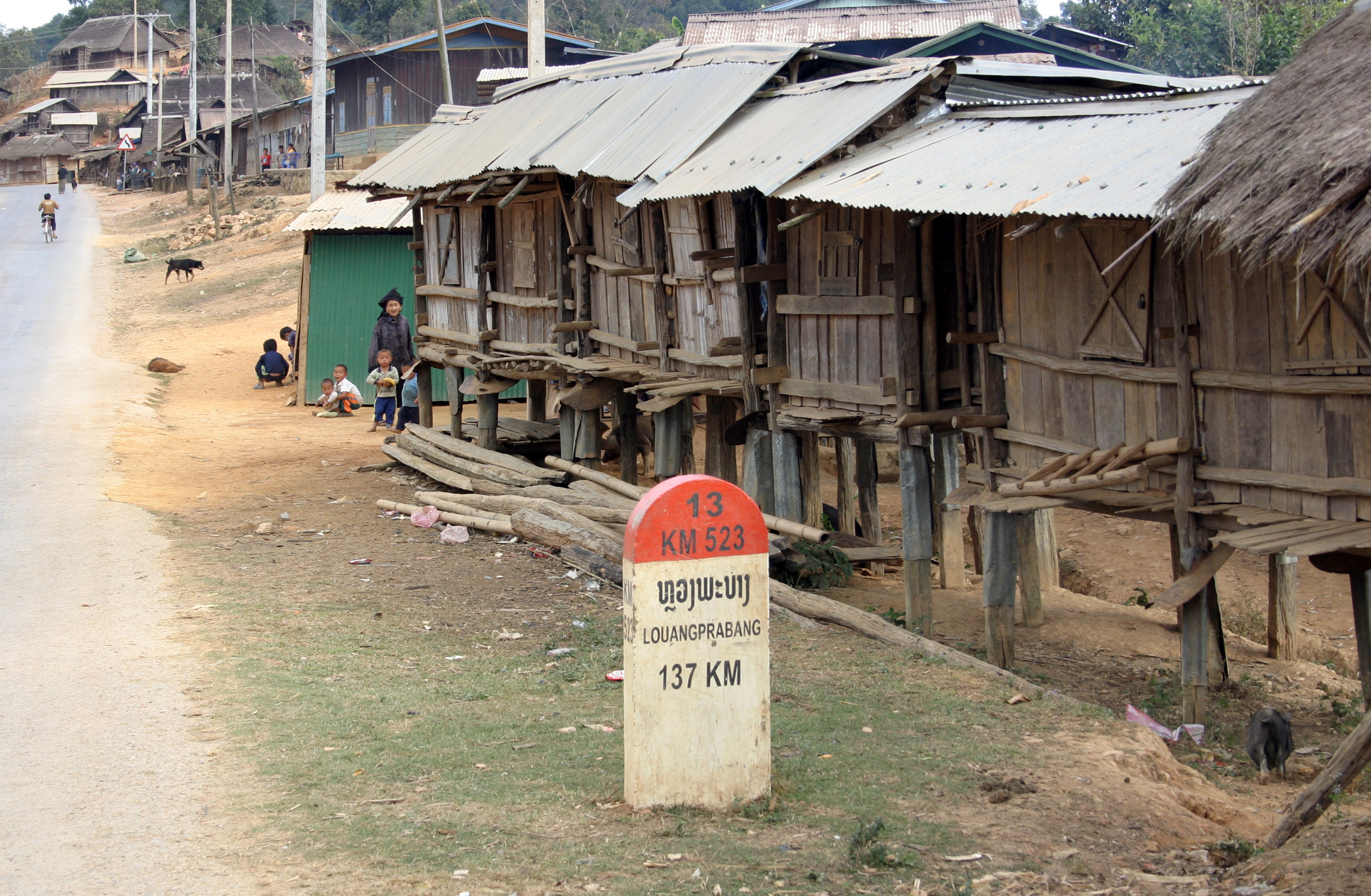
Hmong village Xong Ya
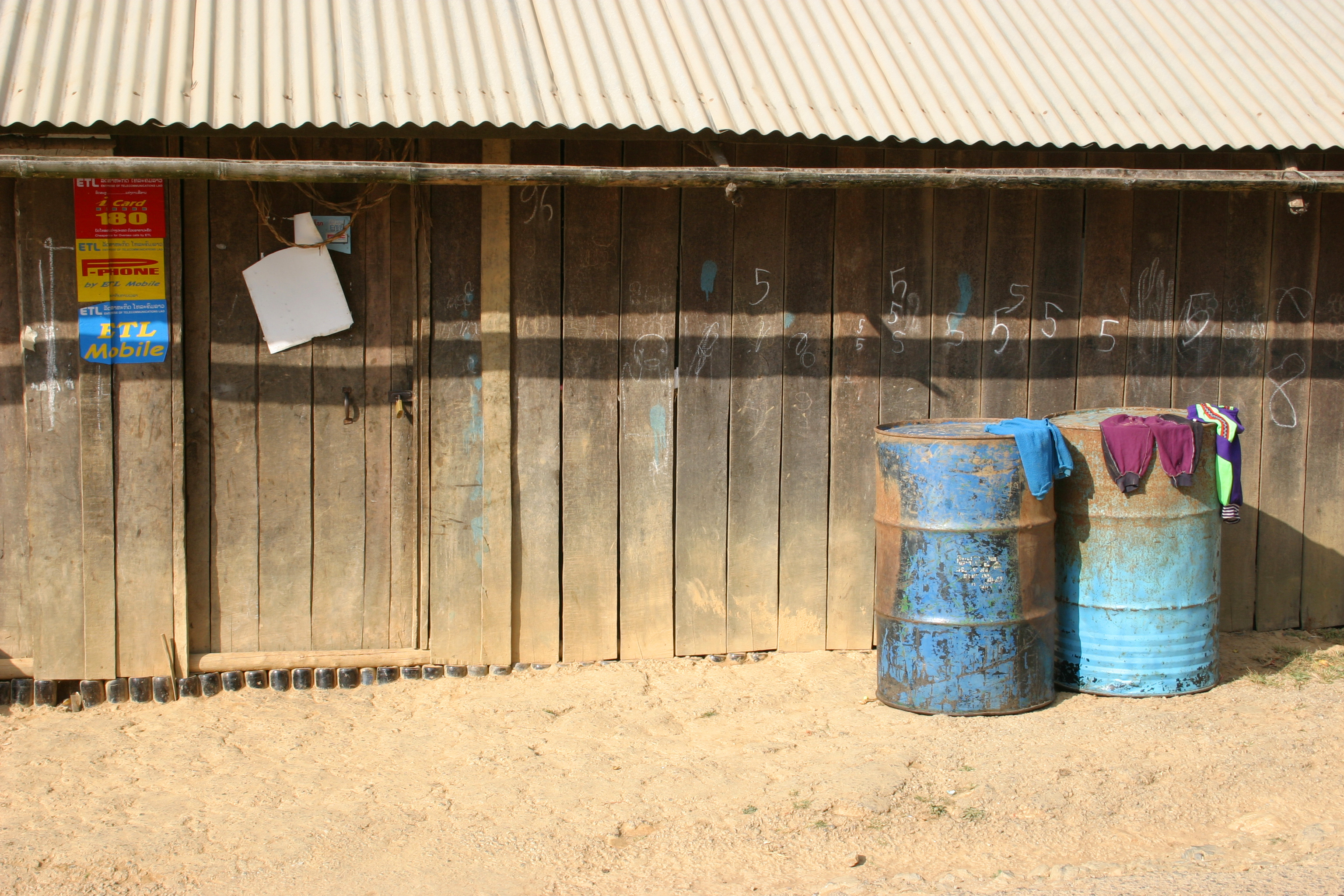
Hmong village Xong Ya
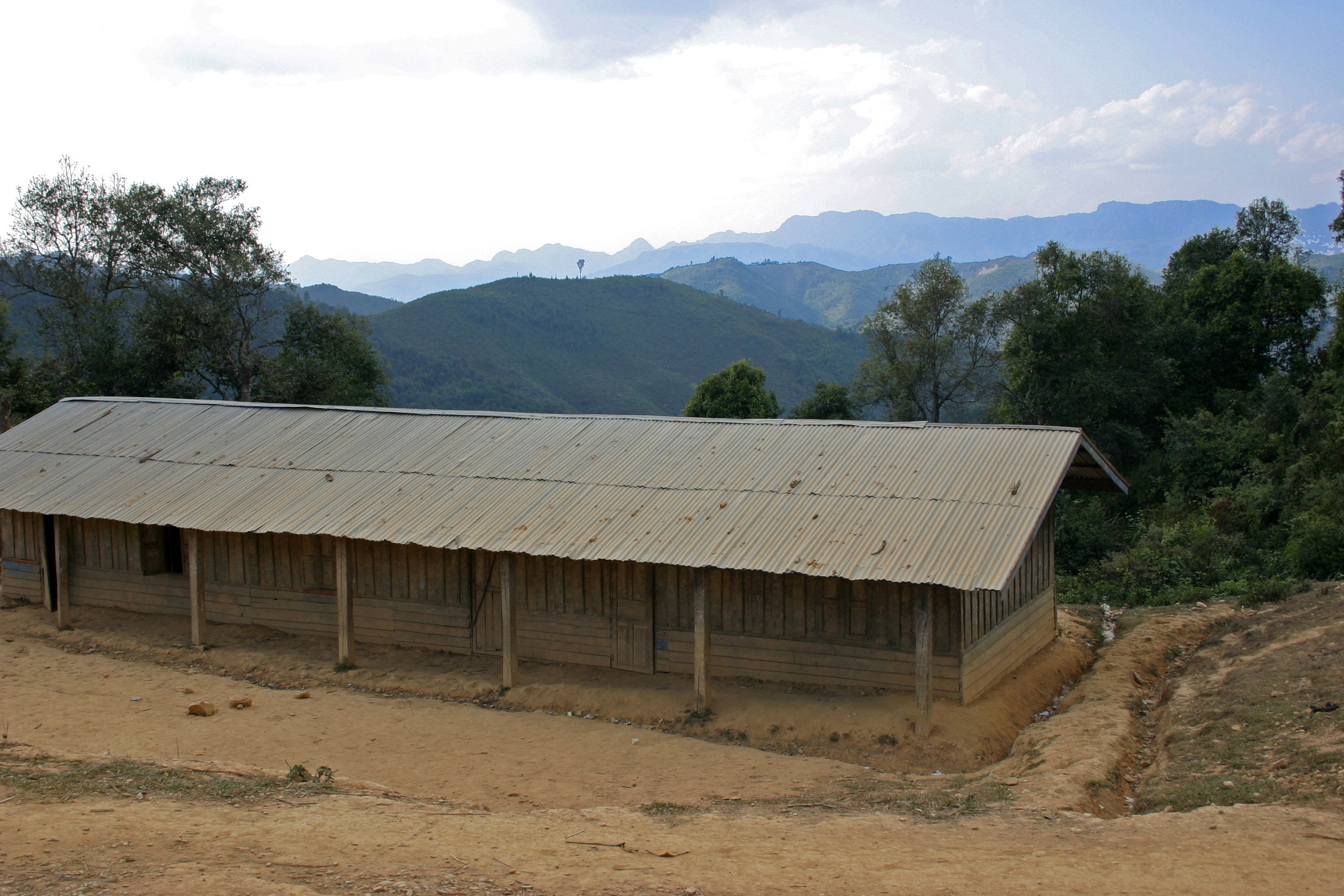
Hmong village Xong Ya

También viven en la provincia:
- Akha
- Phouthai (Thai Dam & Thai Khao)
- Phou Noy (Phou Xang, Phou Kongsat, Phou Nhot)
- Lao Houy („Lenten“)
- Phouan
- Ly
- Yang
- Ikho
- Ho

## Clima
En la provincia de Oudomxay hay un clima de monzón templado. Debido a la topografía serrena hay más grandes variaciones de la temperatura y un período seco más frío que en el resto del país.
- desde April a Septiembro: Estación lluviosa
- desde octubre a enero: Sequía Fría
- desde Februar a marzo: Sequía Caliente

La cantidad anual de lluvia varía entre 1900 mm–2600 mm. De febrero a marzo hay temperaturas entre 18-19 °C, de April a mayo aumentan hasta las 31 °C.

## Infraestructura

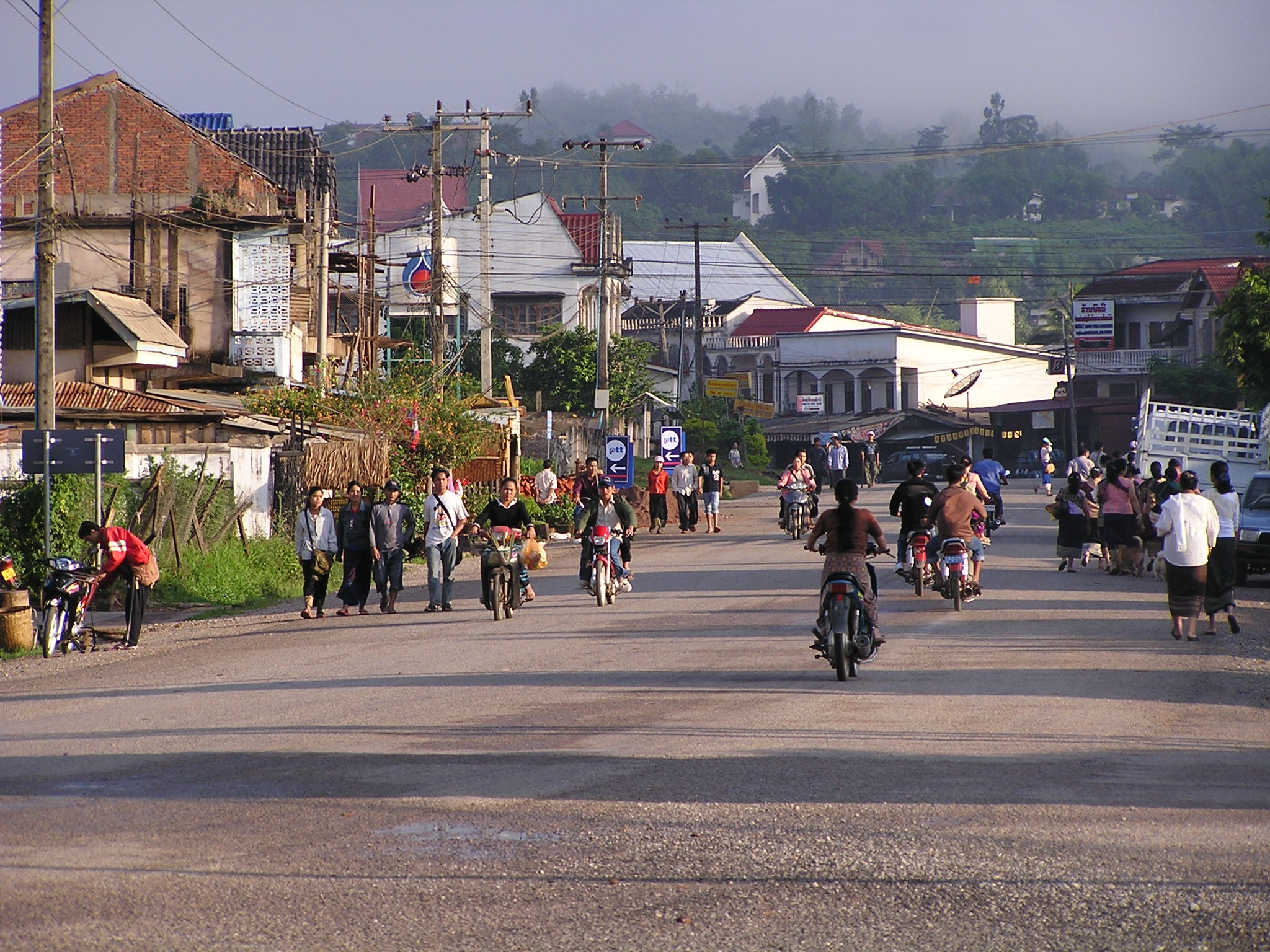
Una calle en Muang Xay, capital de la provincia

A causa de las condiciones topográficas de Oudomxay, la ampliación de la infraestructura es muy dispendiosa y por esa razón está solo muy lentamente llevado adelante. Muchos pueblos no tienen ningún acceso a una calle, lo que impede un acceso a instituciones importantes de infraestructura social, como por ejemplo a escuelas o hospitales. Los habitantes de estos pueblo además son cortados de los mercados regionales, donde podrían vender sus productos agrícolos. También las instituciones administrativas muchas veces no tienen posibilidad de llegar la gente que viven en áreas muy apartados.
El acceso restricto de los pueblos en las sierras impede adicionalmente el desarrollo de las regiones rurales.
El abastecimiento de corriente está bajo de 10% en muchas áreas. Solamente en las pocas ciudades como Muang Xay la electricidad está más o menos garantizada.

## Agricultura y Selvicultura
Aproximadamente 40.000 hectáreas de tierra están cultivados agrícolamente, con el arroz siendo el producto cultivo mayor.

### Agricultura de Subsistencia
Un gran porcentaje de la población de Oudomxay vive bajo el régimen de la subsistencia. Sobre todo se practica la desmontacíon y la quema del bosque para ganar terreno de cultivo, conectado con el cultivo de arroz de montana en seco. A causa de la topografía serrana, 45 % de los pueblos rurales de Oudomxay tienen que utilizar esta forma de agricultura, la cual es muy dispendiosa y consume grandes áreas, ya que la tierra necesita tiempo hasta que su productividad sea recuperada.
El cultivo de "arroz mojado" es solo posible en las llanuras, que son raras de encontrar en las sierras de Oudomxay.
El arroz en los flancos como también los campos de arroz en las valles está solo irrigado por precipitación natural. Muy pocos campos de arroz tienen irrigación natural. Otros importantes productos de agricultura son el maíz, la soja, frutas, verduras, la (yuca), el café, la caña de azúcar, el tabaco, el algodón, el té y los cacahuetes.
En cooperación con organizaciones internacionales el gobierno intenta de aumentar los frutos agriculturales aplicando medidas de sostenibilidad.
Aparte del uso de la tierra para la agricultura, aproximadamente 400.000 héctares del territorio de la provincial son boscosas o usados como dehesas pecuarias.
La ganadería, sobre todo la de búfalos, cerdos, vacas y gallinas, es una componente importante de la base de ingreso de la población rural.
Según estimaciones de la IUCN, aproximadamente 12% de los bosques en Oudomxay es selva primaria, 48% es selva secundaria. Para la población, los bosques no sólo son proveedores de madera, sino también fuente de frutas, hierbas y carne.

### Cash Crops
La región, que fue marcada por la agricultura de subsistencia por mucho tiempo, comienza a abrirse por un uso del país montañoso para propósitos multifuncionales y comerciales.
Aparte de la forma de agricultura tradicional, la subsistencia, los „Cash Crops“ empeñan un papel creciente, con el maís y la caña de azúcar siendo los productos más importantes de cultivo y exportación: En el año 2004, 10.000 barriles de caña de azúcar y 45.000 barriles de maís fueron producidos en Oudomxay. Además se producen cebollas, sandías y tobacco. La cantidad que se produce de los diferentes productos varía fuertemente de año a año, ya que los paisanos reciben diferentes incentivos por los precios fluctuantes del mercado internacional de cultivar un o el otro produco.
Especialmente la cantidad que se produce del maís y de la caña de azúcar varía altamente, como estos productos son exportados a China, donde están transformados por ejemplo a azúcar industrial o alcohol.
No se realiza una transformación de los productos en la región, de esa manera se pierden posibilidades de valor agregado.
Muchas veces, paisanos individuales cierran contratos con inversores chinos: Estos muchas veces ofrecen semillas mejores, pero también deciden qué producto se cultiva y el precio por el cual se vende. De este modo se crea una cierta dependencia de los paisanos.
También pasa que campos laosianos son arrendados a chinos y son labrados por trabajadores migratorios.

## Turismo
En Oudomxay hay esfuerzos de llevar adelante el turismo creciente y usar como posibilidad de minimar la pobreza rural. Desde 1997 existe una oficina de turismo, la cual está apoyado por el DED (Servicio de Desarrollo de Alemania) – con el propósito de aumentar los ingresos de pueblos rurales y empresas pequeñas y así pues contribuir a la protección de los recursos naturales.
En agosto de 2007 la oficina de turismo fue erigido a ser und departamento gobernal („Provincial Tourism Department“). .

### Desarrollo
Oudomxay es el cruce de caminos más importantes del norte de Laos, ya que la única calle del sur al norte cruza la capital de la provincial, Muang Xay. Por esa razón la mayoría de los turistas la pasaba por solo una noche en el camino de Luang Prabang a Luang Namtha. El tiempo de permanencia de promedio de los turistas en Oudomxay era muy corto; Muang Xay tenía el imagen de ser una ciudad de pasaje que no era de interés particular para turistas, lo que especialmente se reflejó en la representación de la ciudad en las guías populares como “Lonely Planet”.
Desde hace unos años esa imagen está cambiando. Se comienza a ver Oudomxay como una provincia en la que se puede experimentar el Laos del lado original y tradicional, especialmente de manera ecoturista.
Desde hace unos anos la oficina de turismo en Oudomxay ofrece tures de trekking guiados, un curso de cocinar comida laosiana y un taller de fabricación tradicional de papel.
También existen dos agencias de viaje en Muang Xay, una de esas ofreciendo tures de bicicleta en Laos.
Según el “Statistical Report on Tourism in Laos 2008“ de la „Lao National Tourism Administration“ el número de turistas en Oudomxay aumentó de 18.600 personas en el 2001 a 102.000 personas en el ano 2008. Debido a ello aproximadamente 17% de los 1,7 millones de turistas en Laos visitaron Oudomxay en el ano 2008.
Según el informe, Oudomxay dispone de 8 hoteles y 52 casas de huéspedes.
La mayoría de éstas se encuentran en la capital de la provincia Muang Xay y en Pak Beng, el cruce de la vía fluvial del Mekong.

### Potencial

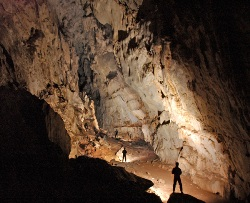
Pasaje de la caverna Chom Ong

En conjunto, hay 1286 camas en la provincia de Oudomxay (2006). En el año 2008, la ocupación de estas plazas fue de 60% (comparado con Luang Prabang: 73%).
El potencial turístico de Oudomxay todavía no agotado, se demuestra especialmente en el ejemplo de la recientemente redescubierta caverna “Chom Ong”:
La caverna, a 45 kilómetros de distancia de Muang Xay, es la caverna más grande del norte de Laos. Tiene una longitud de más de 16 kilómetros y altitudes de 30 metros en promedio. Un río transmite el sistema en diferentes niveles. Varias revistas de espeleología la describen como “excepcional”  y como “el descubrimiento más importante y de atracción mayor” “ del norte de Laos.
Las condiciones del camino al pueblo Chom Ong Thai (de donde se puede llegar a la caverna caminando una hora) son muy malas, especialmente en la estación lluviosa.
Por el acceso difícil se tiene que planear un día adicional solo para llegar y volver.
En cuanto a otras ofertas como ejemplo tours de trekking a pueblos de minorías étnicas (por ejemplo los Khmu) no importan las restricciones infraestructurales de la región, razón por la que éstas son aprovechados más frecuentemente.

## Flora y Fauna
La vegetación de Oudomxay es marcada por la selva de monzón. Varias especies de bambú como también muchas flores, como orquídeas, crecen en la provincia. También la madera de teca y caoba se pueden encontrar, las cuales son importantes fuentes de ingreso para la población.

## Recursos naturales
Oudomxay dispone de yacimientos de sal, bronce, cinc, antimonio, lignito, caolín y hierro.

## Divisiones administrativas

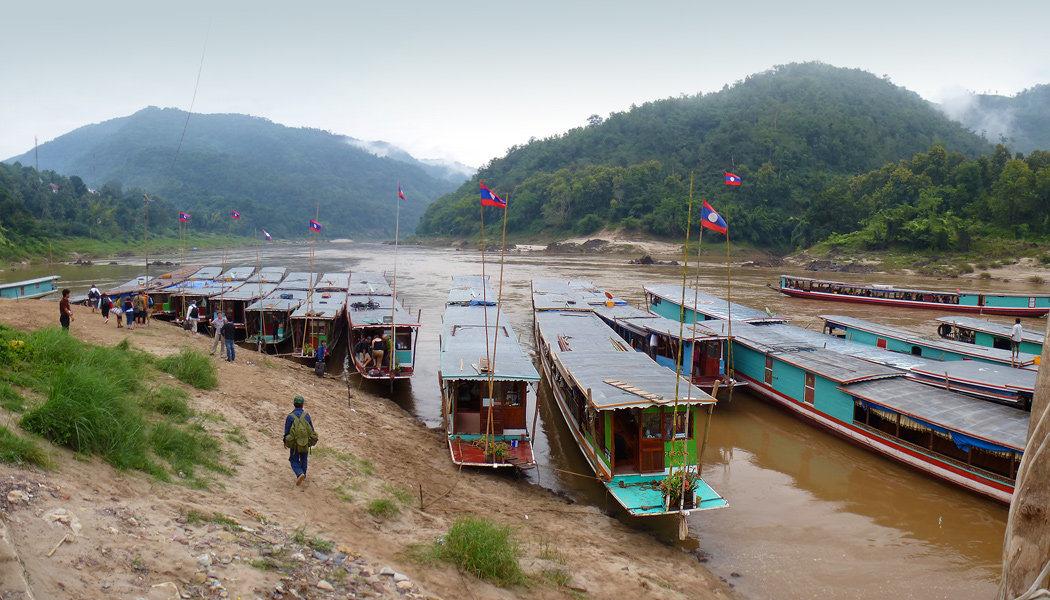
Pakbeng a las orillas del río Mekong

La provincia está dividida en los siguientes distritos:
1. Beng (4-05)
2. Houn (4-06)
3. La (4-02)
4. Namo (4-03)
5. Nga (4-04)
6. Pakbeng (4-07)
7. Xai (4-01)